# Észak-Korea világörökségi helyszínei
Észak-Korea területéről eddig két helyszín került fel a világörökségi listára, öt további helyszín a javaslati listán várakozik a felvételre. 
| | Kogurjo-síremlékek |
| 2004 |                    |
| Kulturális (I)(II)(III)(IV) |                    |
| Védett terület: 233 ha, puffer zóna: 1701 ha, hivatkozás: 1091 |                    |
| A világörökségi helyszínhez több sírcsoport és egyéni sír, összesen 30 síremlék tartozik. A Phenjanban és környékén található emlékművek az i. e. 37 és i. sz. 668 között fennálló Kogurjo kései periódusából származnak. A birodalom fénykorában Északkelet-Kína és a Koreai-félsziget egyik legerősebb állama volt. Az 5. században kiterjesztette határait, 427-ben a mai Phenjanba helyezte át székhelyét, majd a 7. században alulmaradt a déli Silla királysággal szemben. A koreai kultúra születésekor az uralkodók, valamint családtagjaik és az arisztokrácia számára sírhalmokat emeltek. A sírok, amelyekből Koreában és Kínában eddig több mint tízezret fedeztek fel, szinte az egyetlen emlékei ennek a kultúrának. A néhányat közülük falfestményekkel díszítettek, ezekből eddig mintegy hetven ismert, ebből harminc Korea területén. A falképek betekintést engednek a korszak hétköznapjaiba, a konfucionista és a buddhista kultúrába. A Kogurjo Birodalom temetkezési szokásai nagy hatással voltak a régió civilizációira, többek között Japánra. |                    |

| | Történelmi ereklyék Keszongban |
| 2013 |                                |
| Kulturális (II)(III) |                                |
| Védett terület: 494,2 ha, puffer zóna: 5222 ha, hivatkozás: 1278 |                                |
| Az Észak-Korea déli részén, a hegyek lábánál fekvő Keszong város a 10. és a 14. század között fennálló Korjo állam politika és kulturális fővárosa volt. Virágkorában az ország a világ legfejlettebb államai közé tartozott. A világörökségi helyszín tizenkét különálló, jó állapotban fennmaradt részből áll, ezek közül öt a települést háromszoros falgyűrűvel körbevevő védelmi rendszer része. A legbelső, legrégebbi fal 896-ban épült, és a palotát védte. Az 1391 és 1393 között épített középső fal a város területén húzódott, míg a legkülső, 1009 és 1029 között emelt fal pedig egész Keszongot védte, és összekötötte a várost a közeli heggyel, ami természetes védelmet nyújtott az itt lakóknak. A helyszín többi része az uralkodó Vang-dinasztia palotájának romjai, egy csillagvizsgáló, a belső fal legfontosabb, délről nyíló bejárata, az egykori főiskola, ahol Korjo hivatalnokait képezték, egy konfuciánus magániskola, egy híd, két sztélé, valamint uralkodói síremlékek. A helyszínen nyomon követhető a buddhizmusból a neokonfucianizmusba való átmenet, és a különböző vallások egymás mellett élése az egyesített állam előtti sámánizmussal. |                                |

## Elhelyezkedésük
| Kogurjo-síremlékek Keszong |

## Javasolt helyszínek
| Név                                            | Kép | Típus      | Kritérium          | Év   | Hiv. |
| ---------------------------------------------- | --- | ---------- | ------------------ | ---- | ---- |
| Mjohjang hegy és a környék történelmi ereklyéi |     | vegyes     | -                  | 2000 |      |
| Történelmi ereklyék Phenjanban                 |     | kulturális | I, II, III, IV, VI | 2000 |      |
| Kumgang hegy és a környék történelmi ereklyéi  |     | vegyes     | -                  | 2000 |      |
| Kudzsang vidéki barlangok                      |     | természeti | VII, VIII, IX      | 2000 |      |
| Cshilbo hegy                                   |     | természeti | VII, VIII, IX      | 2000 |      |